# Gökay Güney
Gökay Güney (* 19. Mai 1999 in Istanbul) ist ein türkischer Fußballspieler. Er spielt für Galatasaray Istanbul, für die Saison 2020/21 wurde Güney an Bandırmaspor ausgeliehen.

## Vereinskarriere
Güney kam mit elf Jahren in die Jugend von Galatasaray Istanbul. Nach fünf Jahren in der Jugend der Gelb-Roten unterschrieb Güney 2016 einen Profivertrag mit einer Laufzeit von drei Jahren. In seiner ersten Saison bei der Ersten Mannschaft kam er in der Süper Lig zu keinem Einsatz, jedoch im türkischen Pokal gegen 24 Erzincanspor.
Sein Debüt in der Süper Lig machte der Innenverteidiger am 19. Januar 2019 gegen MKE Ankaragücü. Er wurde in der 84. Spielminute für Maicon eingewechselt.

### Nationalmannschaft
Güney startete seine Länderspielkarriere im Oktober 2016 mit einem Einsatz für die Türkische U-18-Nationalmannschaft. Seit 2018 gehörte er zum Aufgebot der U-21. 

## Erfolge
Mit Galatasaray Istanbul
- Türkischer Fußballmeister: 2018 (ohne Einsatz), 2019
- Türkischer Fußballpokal: 2019